# Sextus Afranius Burrus
Sextus Afranius Burrus (Gallia Narbonensis, Vasio het huidige Vaison-la-Romaine, 1 n.Chr. - Rome, 62 n.Chr.), prefect van de pretoriaanse garde, was in de eerste jaren van het bewind van de Romeinse keizer, Nero, vanaf 50 n.Chr, samen met Seneca een belangrijk en machtig adviseur van deze Romeinse keizer.
Burrus stamde waarschijnlijk uit Vasio Vocontiorum (het huidige Vaison la Romaine) in de provincie Gallia Narbonensis in wat nu Zuid-Frankrijk is. Daar was zijn familie waarschijnlijk sinds de 1e eeuw voor Christus gevestigd. Waarschijnlijk was hun onder Pompeius het Romeinse burgerrecht verleend.
Hij had de financiën beheerd van Livia, Tiberius en Claudius en gold als trouw en onomkoopbaar. Zijn hand was gehandicapt. In 51 n.Chr. werd hij door Agrippina de Jongere tot prefect gekozen om de positie van haar zoon Nero als keizer na de dood van Claudius te verzekeren. Gedurende de eerste acht jaar van Nero's heerschappij over het Romeinse Rijk voerde hij samen met Nero's vroegere leermeester Seneca een stabiel bewind. Hij berustte in 59 n.Chr. in Nero's moord op diens moeder, Agrippina de Jongere, maar verloor in deze jaren hoe dan ook zijn invloed op Nero. Hij stierf in 62, naar sommigen beweren als gevolg van vergiftiging.
Het Romeinse cognomen "Burrus" is de Latijnse versie van de naam Pyrrhus, koning van Epirus.

## Voetnoten
1. ↑  Gerhard Waldherr, Nero, Regensburg 2005, blz. 55